# Championnat de Moldavie de football 1999-2000
Navigation
Championnat de Moldavie 1998-1999 Championnat de Moldavie 2000-2001
Le Championnat de Moldavie de football 1999-2000 est la 9e édition de ce championnat.

## Saison régulière[1]
| Rang | Équipe                        | Pts | J  | G  | N  | P  | Bp | Bc  | Diff |
| ---- | ----------------------------- | --- | -- | -- | -- | -- | -- | --- | ---- |
| 1    | FC Zimbru Chișinău            | 82  | 36 | 25 | 7  | 4  | 78 | 21  | +57  |
| 2    | Sheriff Tiraspol              | 81  | 36 | 25 | 6  | 5  | 77 | 25  | +52  |
| 3    | Constructorul-93 Chișinău     | 65  | 36 | 18 | 11 | 7  | 52 | 23  | +29  |
| 4    | Nistru Otaci                  | 59  | 36 | 16 | 11 | 9  | 53 | 28  | +25  |
| 5    | Tiligul-Tiras Tiraspol        | 49  | 36 | 12 | 13 | 11 | 35 | 33  | +2   |
| 6    | FC Olimpia Bălți              | 46  | 36 | 13 | 7  | 16 | 42 | 51  | -9   |
| 7    | Agro Chișinău                 | 40  | 36 | 10 | 10 | 16 | 36 | 56  | -20  |
| 8    | Sindicat Moldova-Gaz Chișinău | 39  | 36 | 10 | 9  | 17 | 37 | 48  | -11  |
| 9    | Roma Balti                    | 30  | 36 | 8  | 6  | 22 | 28 | 66  | -38  |
| 10   | Energetic Dubasari            | 8   | 36 | 2  | 2  | 32 | 13 | 100 | -87  |

|  | Champion |
|  | Relégué  |

## Bilan de la saison
| Tableau d'Honneur                   |                           |
| Compétition                         | Vainqueur                 |
| Championnat de Moldavie de football | FC Zimbru Chișinău        |
| Coupe de Moldavie de football       | Constructorul-93 Chișinău |

| Promotions et relégations   |                                                             |
| Relégués en Divizia A       | Sindicat Moldova-Gaz Chișinău Roma Balti Energetic Dubasari |
| Promus en Divizia Națională | FC Hîncești                                                 |